# 阿尔吉尔达斯·布特克维丘斯
阿尔吉尔达斯·布特克维丘斯（1958年11月19日—），立陶宛政治人物，2012年12月担任立陶宛总理。先前他曾担任财政部长（2004年到2005年）、交通及通讯部长（2006年到2008年）。他自2009年至2017年领导立陶宛社会民主党。

## 經歷
布特克维丘斯出生于立陶宛拉德维利什基斯区的派扎里埃村（Paežeriai）。自1992年起，他是立陶宛社会民主党成员。1995至1997年任社会民主党维尔卡维什基斯（Vilkaviškis）地区主席，1999至2005年任社会民主党副主席（2001年连任），2009年担任社会民主党主席。
1996年和2000年，他当选为议会议员。2004年到2005年，他担任财政部长，2006年到2008年任交通及通讯部长。
2009年布特克维丘斯作为社会民主党总统候选人参加总统大选，处于第二位，获得11.83%的选票。
在2012年议会选举中，布特克维丘斯的社会民主党获得胜利，11月22日布特凯维丘斯再次当选议员，并被提名为总理，2012年12月13日，他的内阁通过议会批准，宣誓就职。

## 教育和职业时间表
- 1977年 拉德维利什基斯区Šeduva中学毕业。
- 1984年 维尔纽斯工程研究所（今维尔纽斯格迪米纳斯科技大学）经济学院工程经济学文凭
- 1990–1991年 立陶宛管理学院技术经理文凭
- 1995年 获得考纳斯科技大学管理硕士学位
- 1994年 德国维尔茨堡管理学院实习
- 1998年、1999年、2001年 – 在美国和丹麦实习
- 2008年 经济学博士学位
- 1982-1985年 拉德维利什基斯区“Žemūktechnika”工业协会
- 1985-1990年 建筑师，拉德维利什基斯区执行委员会; 检查员，拉德维利什基斯区国家建设和建筑单位
- 1991-1995年 拉德维利什基斯区副区长
- 1995-1996年 AB Vilkauta股份制公司市场研究和营销总监
- 1996–2008年 第七、八、九、十届议会拉德维利什基斯选区议员，他曾在以下委员会：预算和财政委员会（主席，2001年－2004年），欧洲事务委员会（2005年－2006年）和经济委员会（2006年－2008年）
- 2004–2005年 立陶宛共和国第12届和13届政府财政部长
- 2006–2008年 立陶宛共和国第14届政府交通及通讯部长
- 1990–1997年和2000–2002年 拉德维利什基斯区市政委员会成员
- 2012年12月7日由总统令任命为总理

## 家庭
除了立陶宛语外，他还会讲俄语和英语。他的妻子约阿尼娜（Janina），有一个女儿Indrė。